# Ryūji Fujiyama
Ryūji Fujiyama (jap. 藤山 竜仁, Fujiyama Ryūji; * 9. Juni 1973 in der Präfektur Kagoshima) ist ein ehemaliger japanischer Fußballspieler.

## Karriere
Fujiyama erlernte das Fußballspielen in der Schulmannschaft der Kagoshima Jitsugyo High School. Seinen ersten Vertrag unterschrieb er 1992 bei den Tokyo Gas (heute: FC Tokyo). Der Verein spielte in der zweithöchsten Liga des Landes, der Japan Football League. 1999 wurde er mit dem Verein Vizemeister der J2 League und stieg in die J1 League auf. 2004 und 2009 gewann er mit dem Verein den J.League Cup. Für den Verein absolvierte er 409 Spiele. 2010 wechselte er zum Zweitligisten Consadole Sapporo. Für den Verein absolvierte er 31 Spiele. Ende 2010 beendete er seine Karriere als Fußballspieler.

## Erfolge
FC Tokyo
- J.League Cup

Sieger: 2004, 2009